# K'olīto
K'olīto är en ort i Etiopien.   Den ligger i regionen Southern Nations, i den centrala delen av landet, 200 km söder om huvudstaden Addis Abeba. K'olīto ligger 1 781 meter över havet och antalet invånare är 25 614.
Terrängen runt K'olīto är platt åt sydost, men åt nordväst är den kuperad. Runt K'olīto är det ganska tätbefolkat, med 192 invånare per kvadratkilometer. Det finns inga andra samhällen i närheten. Trakten runt K'olīto består till största delen av jordbruksmark.